# 5G
第五代移动通信技术（5th-Generation Mobile Communication Technology，简称5G）是最新一代移动通信技术，为 4G（LTE-A、WiMAX-A、LTE）系统后的演进。5G的性能目标是高数据速率、减少延迟、节省能源、降低成本、提高系统容量和大规模设备连接。5G 第一个演进标准 3GPP Release 16于2020年7月3日完成，主要新增了超级上行技术、补充超高可靠低延迟通信和大规模机器类互联两大应用场景，并进一步提升能效和用户体验。，2021年12月高通与联发科技发布支持Release16的基带产品。GSM 协会预计到 2025 年全球 5G 网络将会覆盖超过 17 亿人。
3GPP预计2025年左右商用3GPP Release 18（5G - Advanced）标准，预计实现提供20Gbps的下載速率与10Gbps的上傳速率。
跟前几代技术类似，5G 网络属于蜂窝网，它将服务地区根据地理位置分成一个个更小的蜂窝。蜂窝里的 5G 无线设备使用无线电波通过蜂窝里的本地天线来连接互联网和电话网。新一代通讯技术的主要优点在于，在增强型移动宽带 (eMBB)的场景下通过更大的带宽支持更快的下载速度（最终可支持20Gbps）。除了速度变快之外，得益于 5G 更大的带宽，在人员密集区域支撑更多的设备，进而提高网络服务质量。但是单纯4G手机并不能使用新的网络。
目前，提供5G方案給電信業者的公司有：諾基亞、愛立信、三星、高通、思科、華為、中興、大唐電信。

## 概述

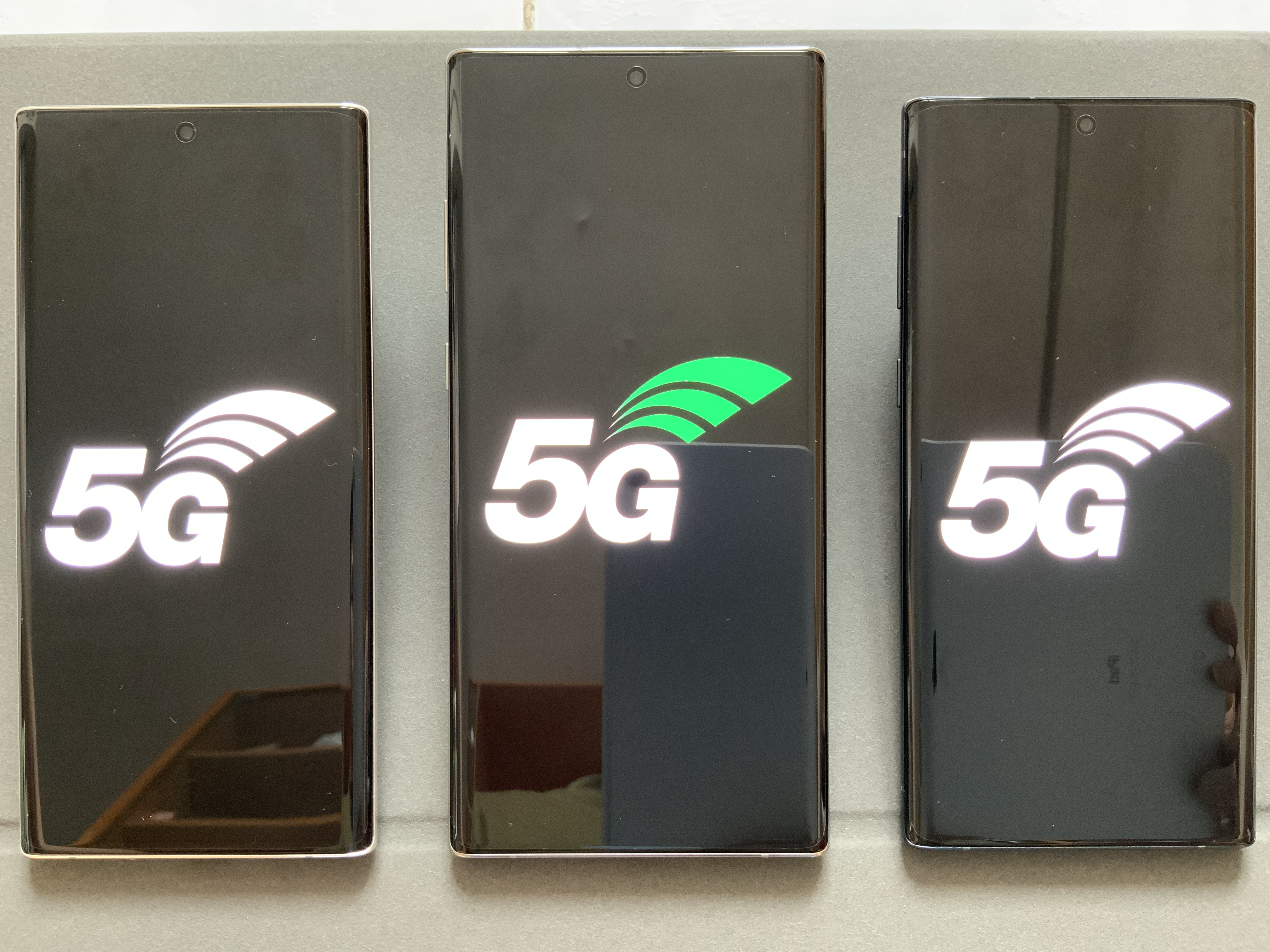
支援5G通訊制式的智能手機

与早期的2G、3G和4G移动网络一样，5G网络是數碼信号蜂窝网络，在这种网络中，运营商覆盖的服务区域被划分为许多被称为蜂窝（小区）的小地理区域。5G无线设备通过射频与蜂窝基站的天线阵列和自动收发器（发射机和接收机）进行通信。收发器使用电信运营商分配的频段进行通信，这些频段在地理上分离的其他蜂窝中可以重复使用。基站通过高带宽光纤或无线回程连接与电话网络和互联网连接。与现有的手机一样，当用户从一个蜂窝移动到另一个蜂窝时，他们的移动设备将自动无缝切换到新的蜂窝中。

### 应用领域
在ITU-R已经定义了5G的增强功能三个主要的应用领域。它们是增强型移动宽带(eMBB)、超高可靠低延迟通信(uRLLC)和大规模机器类互联(mMTC)。在3GPP Release 15时代仅部署了eMBB。
增强型移动宽带(eMBB)作为4G LTE移动宽带服务的演进技术，具有更快的连接、更高的吞吐量和更大的容量。也是5G的主要应用场景。
超高可靠低延迟通信(uRLLC) 是指将网络应用在需要不间断和稳定数据链接的关键任务场景，满足场景对于无线通信网络的超高可靠性和低延迟的要求，提供低于1毫秒空口延迟的可靠无线通信连接。
大规模机器类互联(mMTC) 将用于大量设备的互联通信。5G技术将为500亿个联网物联网设备中的一部分提供服务。通过4G或5G控制的无人机对于灾难恢复工作能提供很大的帮助，为紧急救援人员提供实时数据。大多数汽车将有许多服务通过4G或5G蜂窝连接。自动驾驶汽车不需要5G，因为它们必须能够在没有网络连接的地方运行。然而，大多数自动驾驶汽车还具有用于完成任务的远程操作功能，而这些都极大地受益于5G技术。虽然已经有远程手术通过5G进行，但大多数远程手术在具有光纤连接的设施中进行，有线连接通常比任何无线连接更快、更可靠。
5G技术使用毫米波等更高频率的无线电波和载波聚合来实现更高的数据速率，而以前的蜂窝网络使用700 MHz和3 GHz之间的微波频带中的频率。一些5G供应商将使用微波频段中的第二个低频范围，低于6 GHz，虽然带来了速度提升与体验的改进，但是速度提升不会像新使用的频段带来那么客观的改进。由于毫米波频段的带宽更为丰富，5G网络中将使用更宽的频道与无线设备进行通信，在应用载波聚合的情况下頻寬最高可达1000 MHz，使用Sub-6GHz也可以达到300Mhz，而4G LTE在应用5路载波聚合的情况下頻寬，为100Mhz，差距甚远。与4G LTE一样，使用了OFDM調變技术，利用多个载波在频率信道中进行传输，从而同时并行地传输多个比特的信息。
大氣中的氣體會吸收毫米波，且毫米波比微波輻射的範圍小，因此每個分區可達範圍會有所限制；例如以前的蜂巢式網路的分區可能橫跨數公里，但5G分區大約只有一個街區的大小。电磁波也很难穿过建筑物的墙壁，需要多个天线来覆盖一个蜂窝。毫米波天线比以前的蜂窝网络中使用的大型天线要小，只有几英寸长，所以5G蜂窝将被安装在电话杆和建筑物上的许多天线覆盖，而不是一个基站塔或基地台。另一种用来提高数据传输速率的技术是大规模MIMO技术。每个蜂窝将有多个天线与无线设备进行通信，每个天线通过一个独立的频道，由设备中的多个天线接收，这样多个数据流将同时并行传输。在一种称为波束赋形的技术中，基站计算机将不断计算无线电波到达每个无线设备的最佳路径，并将组织多个天线以相控陣（亦稱「相位陣列」）的形式协同工作，产生到达设备的毫米波束。更小、更多的蜂窝使得5G网络基础设施比以前的蜂窝网络每平方千米覆盖更昂贵。部署目前仅限于都市地區，那里每个手机都有足够的用户来提供足够的投资回报，而且人们对这项技术是否能够到达偏鄉區域存在疑问。
5G的高数据传输速率和低延迟被认为在不久的将来会有新的用途。 一种应用是实际的虚拟现实和擴增實境；另一种应用是物联网中快速的机器对机器的交互。例如，道路上车辆中的计算机可以通过5G连续不断地相互通信，也可以连续不断地与道路通信。

## 規格
下一代行動網路聯盟（Next Generation Mobile Networks Alliance）定義了5G網路的以下要求：
- 每平方公里最多可支持 100 万台设备；
- 以1Gbps的數據傳輸速率同時提供給在同一樓辦公的許多人員；
- 支持數十萬的並發連接以用於支持大規模傳感器網路的部署；
- 頻譜效率應當相比4G被顯著增强；
- 覆蓋率比4G有所提高；
- 信令效率應得到加強；
- 延遲應顯著低于LTE。

## 基地台及覆蓋範圍
| 基地台類型     | 部署環境                                      | 輸出功率（mW）                          | 最遠覆蓋範圍 |
| -------------- | --------------------------------------------- | --------------------------------------- | ------------ |
| Femto cell     | 家用、商用等私人領域                          | 10 - 100（室内） 200 - 1,000（戶外）    | 數10米       |
| Pico cell      | 大型購物商場、摩天大樓等室內公共區域          | 100 - 250（室内） 1,000 - 5,000（戶外） | 數10米       |
| Micro cell     | 機場、鐵路車站、路口、商港等人流量較大處      | 5,000 - 10,000（僅限戶外）              | 100餘米      |
| Macro cell     | 展覽會場、體育場館、演唱會現場等 超高度密集區 | 10,000 - 20,000 （僅限戶外）            | 數100米      |
| Wi-Fi （對比） | 家用、商用                                    | 20 - 100 （室内） 0.2 - 1,000（戶外）   | 數10米~100米 |

## 技術創新
5G与4G相比的技術創新如下：
- 支持512-QAM或1024-QAM更高的資料壓縮密度調變/解調變器，目前4G使用256-QAM或64-QAM的調變以壓縮傳輸資料，因此頻譜效率每Mbps/100MHz的利用效率更高。
- 新增24-52GHz的毫米波频段进行通訊，比如目前4G使用700MHz、900MHz、1800Mhz、2600Mhz等低頻段，雖然電波繞射能力比較高但是在低頻上頻譜資源就卻相當有限，在高頻的毫米波大多是軍用戰鬥機雷達或測速照相等少數裝置，頻譜寬度更高，而且更容易找到連續頻譜，使空白頻譜非常容易取得。
- 多輸入多輸出（Multi-input Multi-output；MIMO）MIMO多輸入多輸出利用電磁波的空間多工和路徑不同多天線系統提高傳輸速率，類似在軍用領域的技術將延伸出的商用技術版本。
- 波束自適應和波束成形，能夠提高特定方向的波瓣優化傳輸距離。[16]
- 载波聚合（Carrier Aggregation）FR1定义的最大信道宽度为100Mhz，FR2定义的最大信道宽度为400Mhz，通过双载波聚合可以分别拓展到200Mhz和800Mhz。
- 新材料將使用GaN氮化鎵或是GaAs砷化鎵材料的RF射頻天線和功率放大器，此材料的RF射頻天線能在更高的頻段有更高的能源效率，裝置会比較省電。[17][18][19]
- 為了適應工業物聯網、無人駕駛汽車、商用無人機等新技術的應用，網路延遲時間將降低到1毫秒。[20]

## 部署
由於5G技術使用的毫米波（FR2）频段是屬于極高頻（EHF），比一般電訊業現行使用的頻譜（如2.6GHz）高出許多。雖然毫米波能提供極快的傳輸速度，能達到4G網絡的100倍，而且時延很低，但訊號的繞射能力（即繞過障礙物的能力）十分有限，且傳送距離很短，這需要增建更多基站以增加覆蓋或者使用FR1频段进行部署。
华为在2013年11月6日宣布将在2018年前投资6亿美元对5G的技术进行研发与创新，并预告在2020年用户会享受到20Gbps的商用5G移动网络。2014年5月8日，日本電信營運商NTT DoCoMo正式宣布將與Ericsson、Nokia、三星等六間廠商共同合作，開始測試凌駕現有4G網路1000倍網路承載能力的高速5G網路，傳輸速度可望提升至10Gbps。預計在2015年展開戶外測試，並期望於2020年開始運作。
2013年5月13日，韩国三星电子宣佈，已成功开发出第5代移动通信（5G）的核心晶片，这一技術预计将于2020年开始推向商业化。该晶片技術可在28GHz超高频段以每秒1Gb以上的速度传送数据，且最长传送距离可达2公里。与韩国目前4G技術的传送速度相比，5G技術要快数百倍。透過这一技術，下载一部1GB的高畫質（HD）电影只需十秒钟。2015年诺基亚与加拿大Wind Mobile通訊營運商成功测试5G。在2018年冬季奧運期間，韓國推出了5G試驗網絡，計劃於2020年實行大規模商用。2016年8月3日，澳洲電信宣布将于2018年在黄金海岸进行5G试验。
華為2016年4月份宣布率先完成中國IMT-2020（5G）推進組第一階段的空口關鍵技術驗證測試，在5G信道編碼領域全部使用極化碼，2016年11月17日国际无线标准化机构3GPP第87次会议在美国拉斯维加斯召开，中国华为主推Polar Code（极化码）方案，美国高通主推LDPC方案，法国主推Turbo2.0方案，最終eMBB场景的控制信道方案由極化碼勝出，eMBB场景的数据信道方案由LDPC勝出。
2016年高通公司發表全球首個5G基帶晶片X50，驍龍X50 5G調制解調器使用28GHz毫米波通訊，下行速率達到5Gbps為目前最快的量產形晶片X16使用在S835處理器的1Gbps的5倍之多，X50基帶可能在2018年初量產。高通進一步的解釋是，利用毫米波波長短的特點，形成狹窄的定向波束，發送和接收更多能量，從而克服傳播/路徑損耗的問題並在空間中重複使用。此外，在視距路徑受阻時，非視距（NLOS）路徑（如附近建築的反射）能有大量能量以提供替代路徑。按照高通的規劃，驍龍X50 5G平台將包括調制解調器、SDR051毫米波收發器和支持性的PMX50電源管理芯片。
2019年手機晶片厂商聯發科在世界行動通訊大會(MWC 2019)，展示該公司第一款 5G 數據機晶片M70的傳輸速度，目前正與客戶緊密合作，預期 2020 年市場上將推出搭載聯發科技晶片的 5G 終端設備。
2019年4月3日，韩国于当地时间（UTC+9）23时启动5G网络服务並成為第一個5G國家。三家韓國電信公司（SK Telecom，KT和LG Uplus）在發布當天表示使用5G網絡的用戶已超過40,000。
2020年4月30日，全球海拔最高，位於珠穆朗玛峰海拔6500米的前进营地的5G基站投入使用。
2020年7月28日，德国电信证实，其5G服务目前已覆盖德国全国3000个城镇和直辖市，已有近3万个5G 天线投入使用。

## 部分已商用的國家或地區
以下列表按時間排序
- 大韓民國（2018年12月1日面向企業用戶，首批運營商為SK電訊、KT、LG U+，2019年4月3日面向個人消費者）
- 美国（2019年4月3日，首個運營商為Verizon)
- 瑞士（2019年4月17日，首個運營商為瑞士電信Swisscom AG）
- 英国（2019年5月30日，首個運營商為EE）
- 阿联酋（2019年5月30日，首個運營商為阿聯酋電信）
- 義大利（2019年6月5日，首個運營商為沃達豐Vodafone)
- 中国大陆（2019年6月6日，开始发放5G牌照。2019年10月中國移動、中國電信、中國聯通、2022年6月27日，中国广电陆续开通5G服务。2022年7月，中華人民共和國工业和信息化部表示中國累计建成开通5G基站196.8万个，5G移动电话用户达到4.75亿户，已建成全球规模最大的5G网络[36]。）
  -  香港（2020年4月1日，3香港、CSL、中國移動香港、1010、2020年5月26日SmarTone）
  -  澳門（2022年11月14日澳門電訊、2022年12月23日中國電信）
- 中華民國臺灣（2020年6月30日中華電信、2020年7月1日台灣大哥大、2020年7月3日遠傳電信、2020年8月4日臺灣之星、2020年10月22日亞太電信）
- 西班牙（2019年6月15日，首個運營商為沃達豐Vodafone）
- 科威特（2019年6月15日，首批運營商為VIVA、ZAIN、Ooredoo）
- 摩納哥（2019年7月9日，首個運營商為摩納哥電信，亦為全球首個5G全覆蓋的國家）[37]
- 德国（2019年7月14日，首批運營商為德国电信）[38]
- 日本（2020年3月25日 NTTDoCoMo、2020年3月26日 au(KDDI)、2020年3月27日 Softbank、2020年9月30日樂天行動）
- 新加坡（2020年8月17日星和电信、2020年9月1日新加坡電信）

## 争议

### 實際需求
华为创始人任正非在2018年4月接受新华社采访时表示：“科学技术的超前研究不代表社会需求已经产生，5G就是媒体炒作过热了，我不认为现在5G有这么大的市场空间，因为需求没有完全产生。如果说无人驾驶需要5G，现在能有几台车在无人驾驶？其实轮船、飞机等已经实现了无人驾驶，但是如果飞行员不上飞机，乘客敢上飞机吗？就是这个道理。系统工程不是有一个喇叭口就能解决的问题。”
网易创始人丁磊在2019年两会期间表示：“我不认为5G的高速会对目前的媒体平台有重大的改变，全世界都一样……它只是个速度的增加而已，其实你现在手机速度也够快了，不管是WIFI、4G，都差不多够快了。我觉得（日常使用）基本上完全可以满足。”
隨後的市場表現顯示5G的推廣遠比預期緩慢。直到2022年即開通兩年後，在台灣的普及率仍不及四分之一，而要說台灣的普及率在全世界也不算特別差，在隔年的統計中，韓國5G普及率僅為53%，日本41.85%、台灣35.31%。2024年台灣5G行動通信已開通超過3年半，國家通訊傳播委員會（NCC）最新統計數據指出，截至2024年1月，全台5G用戶數終於已突破850萬大關。然而，升級速度顯然呈現逐漸緩慢趨勢，並仍有相當比例的台灣民眾仍停留在4G階段，在開通新用戶上逐漸進入平台期。

### 干扰
由于5G和部分卫星通信同样会使用C波段，加上地面上的5G信号强度要明显高于卫星信号，可能导致5G信号干扰卫星信号的情况。针对这一情况，市面上已有面向卫星用户的滤波器，可减少5G信号带来的干扰。
2020年底，美國航空無線電技術委員會（RTCA）發佈報告，指美國聯邦通訊委員會將開放給5G的3.7~3.98 GHz C波段，與飛機上降落時測量離地距離的無線電高度計所使用之4.2~4.4 GHz頻率可能會發生干擾，同時也可能會干擾航空所使用的相關電子設備，造成飛航安全問題。2022年1月，因新開放的波段影響，多個航空公司取消飛美國的一些航班。美國兩大行動電信公司AT&T與威訊表示會暫緩啟用機場周邊5G的新波段，並設立緩衝區；其他國家因開放的頻段與4.2~4.4 GHz相隔較大，尚無造成飛航影響。

### 傳訊距離
3G和4G傳訊距離皆比5G能來的更遠，由於5G使用的频率较高的關係，讓訊號繞過障礙物的能力不如3G和4G，但如果更密集式的架設5G基站，可以減緩這傳送範圍小的問題，原本3G和4G網路可以相距較遠地架設基地台，但由於5G網路傳送範圍小，则需要更密集地架設基地台。
5G在相比4G使用更高密度调制（高达1024QAM）以及更高频率（特别是毫米波波段）的情况下，绕射与抗干扰能力下降导致传输距离不如4G，需要更大密度的架设基站来弥补服务质量。

### “健康問題”指控
自2019年以来，一些团体以“健康问题”为由，反对部署5G。最終未有证据说服监管机构或专业协会（如：美国国家癌症研究所）證明5G對人體有害。